# Artimpaza argenteonotata
Artimpaza argenteonotata là một loài bọ cánh cứng trong họ Cerambycidae.